# A Vampyre Story
A Vampyre Story é um jogo de aventura no estilo point and click que possui como grande atrativo um enredo humorístico. Desenvolvido pela Autumn Moon Entertainment, para o Microsoft Windows, foi publicado por Crimson Cow. A protagonista é uma talentosa parisiense chamada Mona de Laffite, ela é vampirizada e aprisionada em um castelo em Draxsylvania.
Predefinição:Lead too short
Numa oportunidade de fuga, Mona escapa imediatamente rumo a Paris e segue o seu sonho de se tornar uma grande cantora de ópera. Em sua jornada, Monica deverá aprender a usar seus novos poderes e ao mesmo tempo pensar em como superar o problema de ser uma vampira e alcançar o seu sonho  simultaneamente. Sobre o motivo de vampire estar escrito diferente, provavelmente é devido a pequena obra: "O Vampiro", de John William Polidori.
O game foi desenvolvido pela Autumn Moon Entertainment para o sistema operacional Windows, contando com belos gráficos que misturam 2D feito a mão e 3D em  multiplanos.

## Recepção
O jogo recebeu uma nota 75/100, baseado em 33 avaliações, no Metacritic, uma nota favorável. 